# Dakota Johnson
Dakota Mayi Johnson (Austin, Texas, 4 de octubre de 1989) es una actriz y modelo estadounidense. Hija de los actores Don Johnson y Melanie Griffith, hizo su debut cinematográfico a los diez años con un papel secundario en Crazy in Alabama (1999) junto a su madre. Después de graduarse de la escuela secundaria, comenzó a hacer audiciones para papeles en Los Ángeles y fue seleccionada para un papel secundario en The Social Network (2010). Johnson tuvo su gran avance interpretando el papel principal de Anastasia Steele en la serie de películas eróticas Fifty Shades (2015-2018). En 2016, recibió una nominación al premio BAFTA Rising Star y fue incluida en la lista Forbes 30 Under 30.
Johnson creció con roles en el drama criminal Black Mass (2015), el drama A Bigger Splash (2015), la comedia romántica How to Be Single (2016), la película de terror Suspiria (2018), el thriller Bad Times at the El Royale (2018), la película de crecimiento personal The Peanut Butter Falcon (2019), el drama psicológico The Lost Daughter (2021) y el drama romántico Cha Cha Real Smooth (2022). También produjo esta última bajo su compañía TeaTime Pictures. Johnson interpretó a la protagonista principal, Cassandra Webb, en Madame Web (2024).

## Primeros años
Dakota Mayi Johnson nació el 4 de octubre de 1989 en el Hospital Brackenridge en Austin, Texas, hija de los actores Melanie Griffith y Don Johnson. En el momento de su nacimiento, su padre estaba filmando la película The Hot Spot en Texas. Sus abuelos maternos son el ejecutivo de publicidad y exactor infantil Peter Griffith y la actriz Tippi Hedren, y ella es la sobrina de la actriz Tracy Griffith y del diseñador de producción Clay A. Griffin. Su ex padrastro es el actor Antonio Banderas. Ella tiene cuatro hermanos paternos, incluido el actor Jesse Johnson, y dos hermanos maternos.
Johnson se crio principalmente en Aspen y Woody Creek, Colorado, donde trabajó durante los veranos en el mercado local cuando era una adolescente. A una edad temprana, le diagnosticaron hiperactividad (ADHD), por lo que todavía toma medicamentos, y cambió de escuela siete veces. Ella asistió a la Escuela comunitaria de Aspen. Más tarde asistió a la Escuela Santa Catalina en Monterey, California, para su primer año de escuela secundaria antes de trasladarse a la Escuela New Roads en Santa Mónica, California. Ella era una ávida bailarina cuando era niña. Se interesó en el modelaje a los 12 años después de una sesión de fotos con niños de otras celebridades para Teen Vogue. Johnson ha dicho que estaba interesada en actuar desde niña, después de haber pasado mucho tiempo en los rodajes de películas con sus padres, pero que la desanimaron hasta que terminó la escuela secundaria. En septiembre del año 2007, la prensa informó que Johnson había completado un programa de rehabilitación por 30 días en el Visions Teen Treatment Center de Malibú debido a una tensa situación familiar y supuesto abuso de sustancias. Ella años después aclaró que solo fue por estrés, ya que por entonces sus compañeros de clase en las dos escuelas donde asistió también la acosaban a raíz de lo que salía en prensa. Antes de su graduación aplicó para entrar a la Escuela Juilliard en Nueva York, pero no fue aceptada.

## Carrera

### Inicios: 1999 - 2014

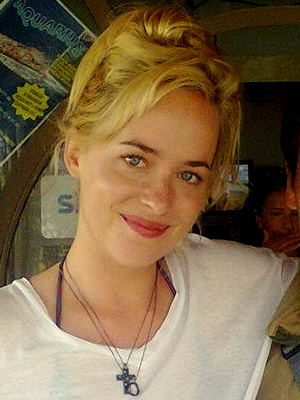
Dakota Johnson en septiembre de 2014.

En 1999, Johnson hizo su debut cinematográfico en Crazy in Alabama, donde ella y su hermana Stella Banderas interpretaron a las hijas de su madre en la vida real, Melanie Griffith. La película fue dirigida por su entonces padrastro, Antonio Banderas. En 2006, fue elegida como Miss Golden Globe 2006.
En 2006, Johnson firmó con IMG Models. Aunque actuar es su trabajo principal, desde entonces ha modelado para la línea de jeans de la marca Mango en 2009 y filmó la campaña «Rising Star» para la marca de moda australiana Wish en 2011.
Una vez que Johnson se graduó de la escuela secundaria, comenzó a tomar clases de actuación con Tom Todoroff por un año hasta 2008 en Santa Mónica, quien había enseñado a las hijas de Robert Wagner y William Shatner, además de a Angelina Jolie antes de que fuese conocida. Firmó con la prestigiosa William Morris Agency y comenzó su carrera como actriz apareciendo en el éxito de taquilla The Social Network que fue dirigido por David Fincher. También en Beastly, la película de Ezna Sands Chloe and Theo, y la película de So Yong Kim For Ellen (2012), junto a Paul Dano y Jon Heder. Tuvo papeles en la comedia independiente Goats de Christopher Neil, interpretando una estudiante de preparatoria; en la comedia romántica de Nicholas Stoller llamada The Five-Year Engagement y 21 Jump Street. También fue el papel principal en la película Date and Switch de Chris Nelson.
En marzo de 2012, Johnson fue incluida en la serie de comedia Ben and Kate, haciendo su debut en la televisión. El show fue cancelado el 25 de enero de 2013 después de una temporada.
Luego obtuvo un papel para el episodio final de la serie de comedia The Office. Johnson rápidamente volvió a su carrera en las películas con un pequeño rol en Need for Speed, lanzada en el año 2014.

### Revelación y reconocimiento: 2015 - presente
Johnson recibió mayor reconocimiento internacional y éxito cuando interpretó a Anastasia «Ana» Steele en la película erótica romántica de drama Fifty Shades of Grey, que se estrenó en febrero de 2015, ganando el papel a otras actrices como Lucy Hale, Felicity Jones, Imogen Poots, Elizabeth Olsen, Danielle Panabaker y Shailene Woodley. En respuesta a las preguntas sobre su postura sobre los derechos de género con respecto a su papel en la Fifty Shades series, Johnson dijo: «Estoy orgullosa [de la película]. Estoy totalmente en desacuerdo con las personas que piensan que Ana es débil. Creo que en realidad es más fuerte que él. Todo lo que ella hace es su elección. Y si puedo abogar por que las mujeres hagan lo que quieran con sus cuerpos y no se avergüencen de lo que quieren, entonces estoy de acuerdo».
El 15 de febrero de 2015 apareció en el especial del 40 aniversario de Saturday Night Live y el 28 de febrero condujo el show, convirtiéndose en la segunda vez que la hija de una conductora es parte del show  (después de Gwyneth Paltrow, de la cual su madre Blythe Danner condujo el show en 1982). En 2015, se reunió con su compañero de elenco en  21 Jump Street, Johnny Depp, haciendo de la madre de su hijo en Black Mass. Ese mismo año protagonizó el thriller Cegados por el sol (A Bigger Splash) del director Luca Guadagnino, junto a Tilda Swinton, Matthias Schoenaerts y Ralph Fiennes. Escribiendo para RogerEbert.com, Christy Lemire observó que en su papel le ha permitido ser «más divertida y más sensual que en Fifty Shades» y Peter Travers, de Rolling Stone, describió que Johnson demostró que su personaje tiene «algo más en mente que deslizarse seductoramente». También estuvo en Cymbeline, una adaptación moderna de la obra de William Shakespeare junto a Ethan Hawke y Ed Harris. En 2016, apareció en la comedia How to Be Single junto a Leslie Mann y su compañero de Date and Switch, Nicholas Braun. A finales de noviembre de 2017 formó parte del podcast de The Paris Review leyendo un poema de Dorothea Lasky.
Se entrenó en baile por dos años para su preparación en Suspiria de Guadagnino del año 2018, una película de horror sobrenatural y remake del filme por Dario Argento, donde interpreta una bailarina estadounidense que entra en una academia dirigida por un aquelarre de brujas. David Ehrlich, de IndieWire, describió su interpretación como «emocionantemente impenitente». También ese año, apareció en el thriller neo-noir Bad Times at the El Royale, con Jeff Bridges, Jon Hamm y Chris Hemsworth. Allí interpreta una hippie que hace una reservación en un resort que queda en el medio de la frontera California-Nevada, donde los oscuros pasados de sus huéspedes se intersectan durante su estadía. En diciembre de ese año formó parte del jurado del Festival de cine de Marrakech, presidido por James Gray.

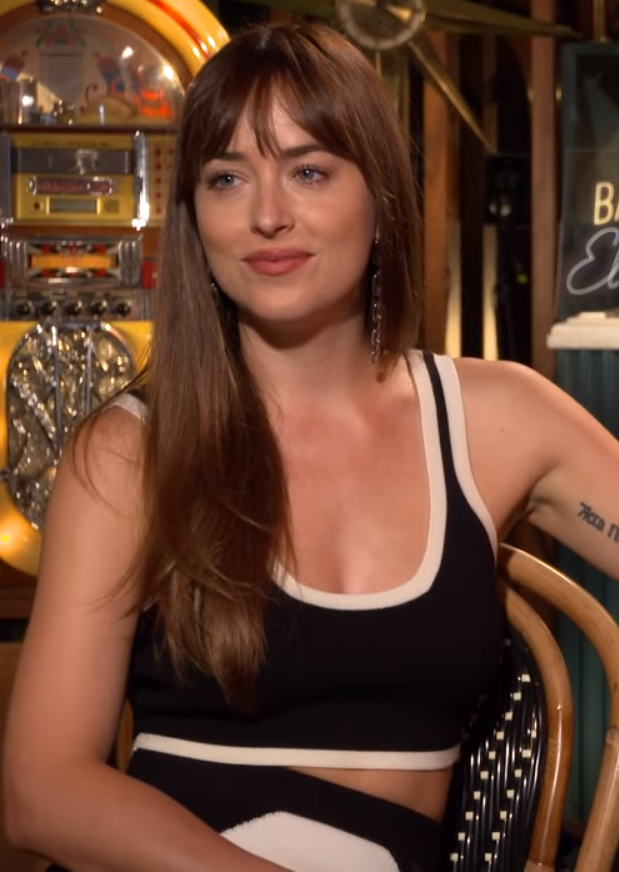
Dakota Johnson en octubre de 2018.

Para el año 2019, protagonizó Wounds junto a Armie Hammer, dirigida por Babak Anvari y basada en la novela de horror The Visible Filth de Nathan Ballingrud. Luego protagonizó la aventura The Peanut Butter Falcon, que fue bien recibida tanto por el público como por la crítica, junto a Shia LaBeouf, Zach Gottsagen y Bruce Dern y tuvo su estreno mundial en el festival South by Southwest en marzo de 2019. También apareció en el drama Our Friend, bien recibida por la crítica, junto a Casey Affleck, Jason Segel y dirigida por Gabriela Cowperthwaite. Está basada en la pareja de la vida real Nicole (Johnson) y Matthew Teague (Affleck), quienes enfrentan la enfermedad del cáncer de Nicole, junto con la mudanza a su hogar de su mejor amigo (Segel) que se queda a ayudarlos luego del diagnóstico. En la película también canta parte de las canciones en la banda sonora. Joe Morgenstern de The Wall Street Journal escribió que la «intimacía de la actuación de la señorita Johnson es extraordinaria. Ella es la menos asertiva de las protagonistas de películas, aunque el coraje, desespero y furia que ella encuentra en Nicole te levantará y hará girar».
Para el 29 de mayo del año 2020 se estrenó The High Note a través de video bajo demanda, una película de comedia y drama situada en la escena musical de Hollywood interpretando a Maggie, una asistente personal aspirante a productora musical, papel para el cual también recibió lecciones para aprender a tocar piano. En el elenco estuvo junto a Tracee Ellis Ross, Kelvin Harrison Jr., Zoë Chao, Ice Cube y Diplo. La película recibió críticas variadas con la actuación de Johnson siendo elogiada. Richard Roeper de Chicago Sun Times escribió: «Tal vez su mejor y más entrañable interpretación».
En 2021, protagonizó The Lost Daughter dirigida por Maggie Gyllenhaal, basada en la novela de Elena Ferrante. La película se estrenó en el Festival de Cine de Venecia y recibió amplia aclamación crítica. Johnson interpretó a Nina, una joven madre cuya vida se cruza con la de una profesora de mediana edad, papel de Olivia Colman.
En 2022, protagonizó Cha Cha Real Smooth, que se estrenó en el Festival de Sundance. Interpretó a una madre soltera que desarrolla una conexión emocional con un joven animador de fiestas. La película fue adquirida por Apple TV+.
En 2023, Johnson lideró el elenco de Persuasion, una adaptación moderna de la novela de Jane Austen. Su interpretación fue divisiva, en particular por el enfoque narrativo que rompía la cuarta pared, aunque recibió elogios por su carisma en pantalla.
En 2024, protagonizó Daddio, una película centrada en una conversación íntima entre una mujer (Johnson) y un taxista (Sean Penn) durante un viaje nocturno en Nueva York. La película, que se filmó casi íntegramente dentro de un taxi, fue elogiada por su guion introspectivo y por la química entre los protagonistas.
En 2025, Johnson asumió el papel principal en Madame Web, una película del universo cinematográfico de Spider-Man. Interpretó a Cassandra Webb, una clarividente con habilidades psíquicas. A pesar de las expectativas, la cinta recibió críticas negativas, aunque su papel fue destacado como uno de los aspectos rescatables. También se unió al reparto de Materialists, una comedia romántica dirigida por Celine Song, y continúa desarrollando proyectos como productora a través de su compañía TeaTime Pictures.

#### Proyectos en desarrollo
Johnson protagonizará las películas The Lost Daughter junto a Olivia Colman, en el debut como directora de Maggie Gyllenhaal, basada en la adaptación de la novela homónima escrita por Elena Ferrante y Crackpot, siendo dirigida por Elaine May.
Se ha reportado que Johnson lanzó su propia compañía productora llamada TeaTime Pictures en octubre de 2019, junto a la exejecutiva de Netflix Ro Donnelly. Varios proyectos serán producidos por esta compañía, entre ellos las películas Forever, Interrupted donde interpretaría a una joven viuda, basada en la novela romántica homónima, Unfit, donde sería Carrie Buck, víctima de esterilización forzosa en un drama judicial basado en hechos reales descritos por Adam Cohen en su libro Imbeciles: The Supreme Court, American Eugenics, and the Sterilization of Carrie Buck ocurridos en la época de los veinte, y Queens of the Stoned Age (basada en el caso real de Green Angels, una compañía de modelos traficantes de marihuana en Nueva York). La actriz producirá y protagonizará Rodeo Queens, una serie de comedia de Amazon Studios, siendo dirigida por Carrie Brownstein.

### Relación con la moda
Parte de sus trabajos incluyen campañas para zapatos Hogan (2008), Little Doe (2009), gafas Oliver Peoples, la marca japonesa Uniqlo (2012), y para la marca de lencería italiana Intimissimi en 2017.
Johnson es musa inspiracional del director creativo de Gucci, Alessandro Michele. En los años 2017 y 2018 prestó su imagen para las fragancias de Gucci Bloom: Acqua di Fiori y Gucci Bloom: Nettare di Fiori, respectivamente. Fue incluida como una de las mejores vestidas del año 2018 por el sitio web de moda, Net-a-Porter.

### Como empresaria
En noviembre de 2020 se anunció que Johnson se unió como inversora y codirectora creativa de Maude, una marca estadounidense de bienestar sexual.

## Vida personal
Luego del divorcio de sus padres en 1996, que fue amigable, estuvo en custodia compartida con ayuda de un tutor y escuela en casa. Mientras vivía en casa de su padre aprendió a encender fogatas, disparar armas, montar a caballo y motocicleta antes de cumplir sus 10 años. Es alérgica a la lactosa y siempre se sintió como una "alienígena" cuando iba a la escuela secundaria y, para evitar aburrirse, dibujaba. Entre sus amigos se encuentra la actriz Riley Keough, a quien conoce desde la infancia. Ha admitido que no le gustan las salidas casuales, le gustan las relaciones largas, su primera pareja seria fue Gersh desde el año 2005 hasta 2011.
Tampoco le gusta usar las redes sociales de manera personal y en el pasado era una fumadora, pero ha dicho que se puede dejar si así se quiere, para interpretar su personaje en Bad Times at the El Royale usó un cigarrillo herbal.
Practica Bikram Yoga y asiste a terapia, sobre esto dijo:

Absorbo todos los estados de ánimo a mi alrededor como una esponja, y cuando estoy trabajando con temas oscuros durante un largo período de tiempo, como en Suspiria, las sombras se quedan. No necesito un psiquiatra, pero soy una gran admiradora de la psicoterapia, solo puedo recomendarlo a cualquiera que quiera relacionarse consigo mismo, especialmente las personas que piensan que no necesitan ayuda psicológica, deben buscarla con urgencia. En el pasado, a menudo no entendía porqué me comporto como lo hago en ciertas situaciones, ahora me entiendo a mí misma y a los demás mucho mejor.

Asimismo ha nombrado que creció viendo los trabajos de las actrices Gena Rowlands, Nicole Kidman y Michelle Pfeiffer, a quienes admira.
Posee un total de 11 tatuajes.
En 2020, reveló en una entrevista para la revista Marie Claire que desde alrededor de sus 14 o 15 años de edad ha luchado contra la depresión. "Así fue que con ayuda de profesionales entendí: Oh, esto es algo en lo que puedo caer. Pero he aprendido a encontrarlo hermoso porque siento el mundo, supongo que tengo muchas complejidades, pero no salen de mí. No lo convierto en problema de los demás".

#### Relaciones sentimentales
Johnson mantuvo una relación de 6 años, hasta finales de 2011, con el músico estadounidense Noah Gersh. Ellos se conocieron mientras estaban estudiando en la escuela secundaria y terminaron por vivir juntos. Hasta 2014 se le vinculó con el actor Jordan Masterson y estuvo en una relación intermitente hasta el año 2016 con el músico y modelo galés, Matthew Hitt, vocalista de la banda Drowners. 
Estuvo en pareja con el músico y cantante británico Chris Martin, desde finales del año 2017 hasta junio de 2025, cuando cancelaron su compromiso matrimonial y con ello finalizando su relación de 8 años.

### Activismo
Como amante de los animales al igual que su abuela, tiene un perro de mascota rescatado de nombre Zeppelin y en el año 2014 evitó que 12 caballos fueran sacrificados mientras estaba trabajando en la Isla de Pantelaria, donando 6000 euros al refugio que iba a cerrar y llevándose uno con ella a los Estados Unidos.
En febrero de 2017 apoyó públicamente a Planned Parenthood en una alfombra roja, es firmante del movimiento Time's Up y ha donado dinero a su fondo de defensa legal a mujeres víctimas de acoso, abuso y desigualdad en salarios desde 2017, ya que ha visto que desde que su abuela Tippi Hedren trabajaba ya existía el acoso, como por ejemplo el que ella afirma que sufrió por parte del director Alfred Hitchcock, y en 2018 mostró su apoyo al movimiento vistiendo de negro en la alfombra roja de los Globos de Oro. Asistió a la Marcha de las Mujeres de 2017 en Los Ángeles y, en diciembre de ese año, también fue la anfitriona de una gala de recaudación de fondos en su ciudad, Aspen, para Action in Africa, un proyecto de desarrollo comunitario para jóvenes en Uganda creado por una de sus amigas, Sarah Nininger, y se convirtió en su embajadora. En abril del año 2018 viajó hasta allí junto a su novio para visitarlo.
El 29 de septiembre de 2018 apareció por primera vez en el escenario del Global Citizen Festival como una de las celebridades que forman parte de la campaña #SheIsEqual ("Ella es igual") ofreciendo un discurso y un número telefónico personal donde víctimas de abuso sexual pueden llamar para recibir apoyo. Un año después, apareció en la misma sede principal del festival en Nueva York, con una parte de su discurso explicando que inmediatamente después de dar a conocer su teléfono muchas personas habían llamado dando su testimonio, es por ello que decidió presentar el podcast The Left Ear, donde se dan a conocer testimonios de víctimas principalmente mujeres que han sufrido acoso y abuso sexual en sus diferentes niveles, como una forma de concientizar y luchar contra este mal, aparte de otras actividades con la organización. La revista InStyle la incluyó en su lista de 50 Bad Ass Women del año 2020 que «cambian el mundo» por su iniciativa, sólo superada por la política Nancy Pelosi. A mediados de 2020, apoyó el movimiento estadounidense "Defund the police".

## Filmografía
| Cine               | Cine                             | Cine                                         | Cine | Cine | Cine |
| Año                | Título                           | Rol                                          |      |      |      |
| ------------------ | -------------------------------- | -------------------------------------------- | ---- | ---- | ---- |
| 1999               | Crazy in Alabama                 | Sondra                                       |      |      |      |
| 2010               | The Social Network               | Amelia Ritter                                |      |      |      |
| 2010               | All That Glitters (Cortometraje) | Dianica French                               |      |      |      |
| 2011               | Beastly                          | Sloan Hagen                                  |      |      |      |
| 2012               | For Ellen                        | Cindy Taylor                                 |      |      |      |
| 2012               | Goats                            | Minnie                                       |      |      |      |
| 2012               | 21 Jump Street                   | Fugazy                                       |      |      |      |
| 2012               | The Five - Year Engagement       | Audrey                                       |      |      |      |
| 2012               | Transit (cortometraje)           | Elizabeth                                    |      |      |      |
| 2014               | Date and Switch                  | Em                                           |      |      |      |
| 2014               | Need for Speed                   | Anita                                        |      |      |      |
| 2014               | Closed Set (cortometraje)        | Primera actriz                               |      |      |      |
| 2015               | Fifty Shades of Grey             | Anastasia Rose «Ana» Steele                  |      |      |      |
| 2015               | Cymbeline                        | Imogen                                       |      |      |      |
| 2015               | Chloe and Theo                   | Chloe                                        |      |      |      |
| 2015               | Black Mass                       | Lindsey Cyr                                  |      |      |      |
| 2015               | Cegados por el sol               | Penelope                                     |      |      |      |
| 2015               | In a Relationship (cortometraje) | Willa                                        |      |      |      |
| 2015               | Vale (cortometraje)              | Rachel                                       |      |      |      |
| 2016               | How to Be Single                 | Alice                                        |      |      |      |
| 2017               | Fifty Shades Darker              | Anastasia Rose «Ana» Steele                  |      |      |      |
| 2018               | Fifty Shades Freed               | Anastasia Rose «Ana» Steele / Anastasia Grey |      |      |      |
| 2018               | Suspiria                         | Susie Bannion                                |      |      |      |
| 2018               | Bad Times at the El Royale       | Emily Summerspring                           |      |      |      |
| 2019               | Wounds                           | Carrie                                       |      |      |      |
| 2019               | The Peanut Butter Falcon         | Eleanor                                      |      |      |      |
| 2019               | The Friend                       | Nicole Teague                                |      |      |      |
| 2020               | The Nowhere Inn                  | Dakota                                       |      |      |      |
| 2020               | The High Note                    | Maggie Sherwoode                             |      |      |      |
| 2021               | La hija oscura                   | Nina                                         |      |      |      |
| 2022               | Persuasión                       | Anne Elliot                                  |      |      |      |
| 2022               | Cha Cha Real Smooth              | Domino                                       |      |      |      |
| 2022               | Am I OK?                         | Lucy                                         |      |      |      |
| 2023               | The Disappearance of Shere Hite  | Narradora                                    |      |      |      |
| 2023               | Daddio                           | Girlie                                       |      |      |      |
| 2024               | Madame Web                       | Cassandra Web / Madame Web                   |      |      |      |
| (Fuente: IMDb.com) |                                  |                                              |      |      |      |
|                    |                                  |                                              |      |      |      |

| 2012 - 2013        | Ben and Kate        | Kate Fox   | Elenco principal; 16 episodios              |
| 2013               | The Office          | Dakota     | Episodio: «Finale»                          |
| 2015               | Saturday Night Live | Anfitriona | Episodio: «Dakota Johnson / Alabama Shakes» |
| (Fuente: IMDb.com) |                     |            |                                             |
|                    |                     |            |                                             |

| Videoclips | Videoclips            | Videoclips     | Videoclips               | Videoclips                                             | Videoclips |
| Año        | Título                | Intérprete     | Director                 | Notas                                                  |            |
| ---------- | --------------------- | -------------- | ------------------------ | ------------------------------------------------------ | ---------- |
| 2015       | «Earned It»           | The Weeknd     | Sam Taylor - Johnson     | Aparición especial                                     |            |
| 2015       | «Love Me Like You Do» | Ellie Goulding | Georgia Hudson           | Aparición especial                                     |            |
| 2020       | «Cry Cry Cry»         | Coldplay       | Ella misma y Cory Bailey | Producido por Ro Donnelly a través de TeaTime Pictures |            |

## Discografía
| Año  | Título                                                           |
| ---- | ---------------------------------------------------------------- |
| 2015 | Unforgettable (banda sonora de Cegados por el sol)               |
| 2016 | Can't Take My Eyes Off Of You (banda sonora de How to Be Single) |

## Premios y nominaciones
| Año                | Premiación                                           | Categoría                                | Trabajo                              | Resultado |  |
| ------------------ | ---------------------------------------------------- | ---------------------------------------- | ------------------------------------ | --------- |  |
| 2010               | Hollywood Film Festival Awards                       | Ensemble of the Year                     | The Social Network                   | Ganadora  |  |
| 2010               | Washington D. C. Area Film Critics Association Award | Best Ensemble                            | The Social Network                   | Nominada  |  |
| 2014               | Young Hollywood Awards                               | Interpretación revelación femenina       |                                      | Nominada  |  |
| 2015               | Elle Women in Hollywood Awards                       | Spotlight Award                          |                                      | Ganadora  |  |
| 2016               | Premio Orange/Bafta                                  | Estrella emergente                       | Cincuenta Sombras de Grey/Black Mass | Nominada  |  |
| 2016               | People's Choice Awards                               | Actriz dramática favorita                | Cincuenta Sombras de Grey            | Ganadora  |  |
| 2016               | MTV Movie Award                                      | Mejor beso (compartido con Jamie Dornan) | Cincuenta Sombras de Grey            | Nominada  |  |
| 2016               | MTV Movie Award                                      | Mejor actuación revelación               | Cincuenta Sombras de Grey            | Nominada  |  |
| 2018               | Cinema Con                                           | Estrella femenina del año                |                                      | Ganadora  |  |
| 2019               | Independent Spirit Awards                            | Premio Robert Altman                     | Suspiria                             | Ganadora  |  |
| (Fuente: IMDb.com) |                                                      |                                          |                                      |           |  |
|                    |                                                      |                                          |                                      |           |  |